# Liomys pictus
Liomys pictus је врста глодара из породице кенгур-пацова (Heteromyidae).

## Распрострањење
Врста има станиште у Гватемали и Мексику.
Популација ове врсте се смањује, судећи по расположивим подацима.

## Станиште
Врста Liomys pictus има станиште на копну.

## Угроженост
Ова врста није угрожена, и наведена је као последња брига јер има широко распрострањење.